# 国家功労勲章
国家功労勲章（こっかこうろうくんしょう、フランス語: Ordre national du Mérite）は、フランスの功労勲章。同国大統領が授与する。1963年12月3日にシャルル・ド・ゴールにより制定された。

## 歴史
国家功労勲章が制定された理由は2つ、すなわち従前政府の各省庁が授与していた数多の勲章を廃止してこれと置き換えるためと、レジオンドヌール勲章の下位に当たる栄典をフランス国民に向けて幅広く用意するためであった。過去50年間で、現在の受章者数は185,000人、受章ないし昇級した者は306,000人に上る。

### 廃止された勲章
国家功労勲章は、以下の省庁級ないし植民地の勲章と置き換わる形で制定された。ただし、芸術文化勲章、教育功労章、農事功労章、海事功労章の4種の省庁級勲章は廃止されずに現在も存続している。

#### 植民地勲章
- アンジュアンの星勲章（フランス語版）（1874年制定）
- 光勲章（フランス語版）（1887年制定）
- 黒星勲章（フランス語版）（1889年制定）

#### 省庁級勲章
- 社会功労章（フランス語版）（1936年制定）
- 公衆衛生勲章（フランス語版）（1938年制定）
- 商工功労章（フランス語版）（1939年制定）
- 工芸功労章（フランス語版）（1948年制定）
- 観光功労章（フランス語版）（1949年制定）
- 退役軍人功労章（フランス語版）（1953年制定）
- 郵政功労章（フランス語版）（1953年制定）
- 国家経済勲章（フランス語版）（1954年制定）
- 体育功労章（フランス語版）（1956年制定）
- 労働功労章（フランス語版）（1957年制定）
- 軍事功労章（フランス語版）（1957年制定）
- 文民功労章（フランス語版）（1957年制定）
- サハラ功労章（フランス語版）（1958年制定）

## 制度

### 規則

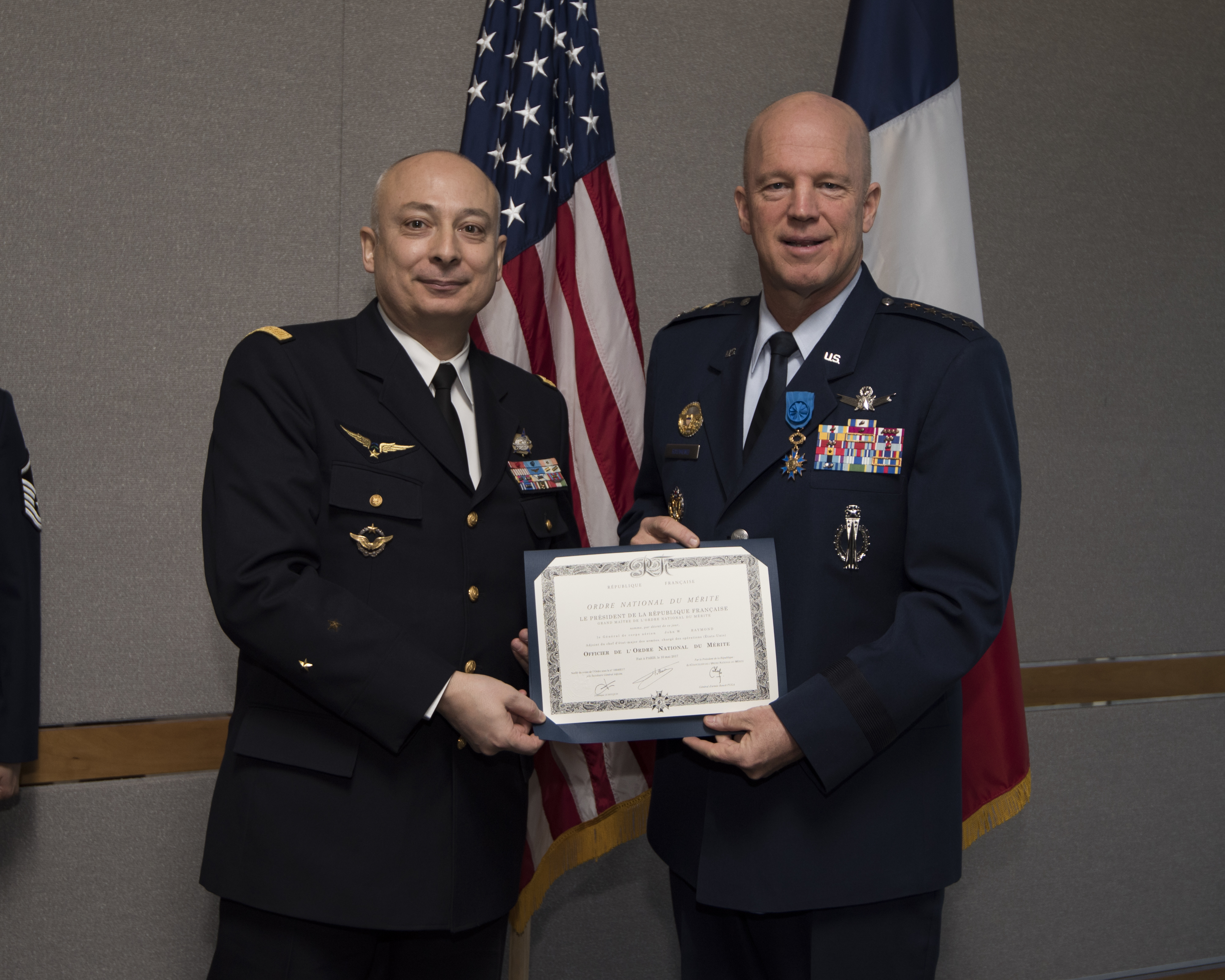
2018年4月16日にフランス空軍准将ジャン・パスカル・ブルトンから国家功労勲章オフィシエを贈られるアメリカ空軍大将ジェイ・レイモンド。

レジオンドヌール勲章が定める授与基準に満たないながらも、優れた軍事的ないし文民的功績を挙げたフランス国民および外国人の男女は、国家功労勲章を授与されることがある。フランス大統領が国家功労騎士団の総長であり、共和国政府の助言に基づく会議により全ての受章者を決定する。国家功労騎士団はレジオンドヌール騎士団と共通の総裁と事務局を備える。全ての首相は就任6か月後にグランクロワ（大綬章）を授与される。後に大統領を務めたジャック・シラクが職権上最初にグランクロワを受章した首相である。
また、受章者数の半分は女性であることが義務付けられている。

### 等級
国家功労勲章は、レジオンドヌール勲章と同様に5等級からなる。
- シュヴァリエ（騎士、5等） - 最低35歳で、最低10年間公務に就いており（ただし実際には最低15年であることが同級の授与に際して一般的である）、「優れた功績」があること（現役将校の場合、15年間の勲功を積むことで条件達成となる）
- オフィシエ（将校、4等） - シュヴァリエ受章から最低5年経過していること（現役将校の場合、シュヴァリエ受章から7年経過することで条件達成となる）
- コマンドゥール（司令官、3等） - オフィシエ受章から最低5年経過していること（現役将校の場合、シュヴァリエ受章から5年経過することで条件達成となる）
- グラントフィシエ（大将校、2等） - コマンドゥール受章から最低3年経過していること
- グランクロワ（大十字、1等） - グラントフィシエ受章から最低3年経過していること

## 勲章の意匠
- シュヴァリエ - 正章を左胸に佩用する

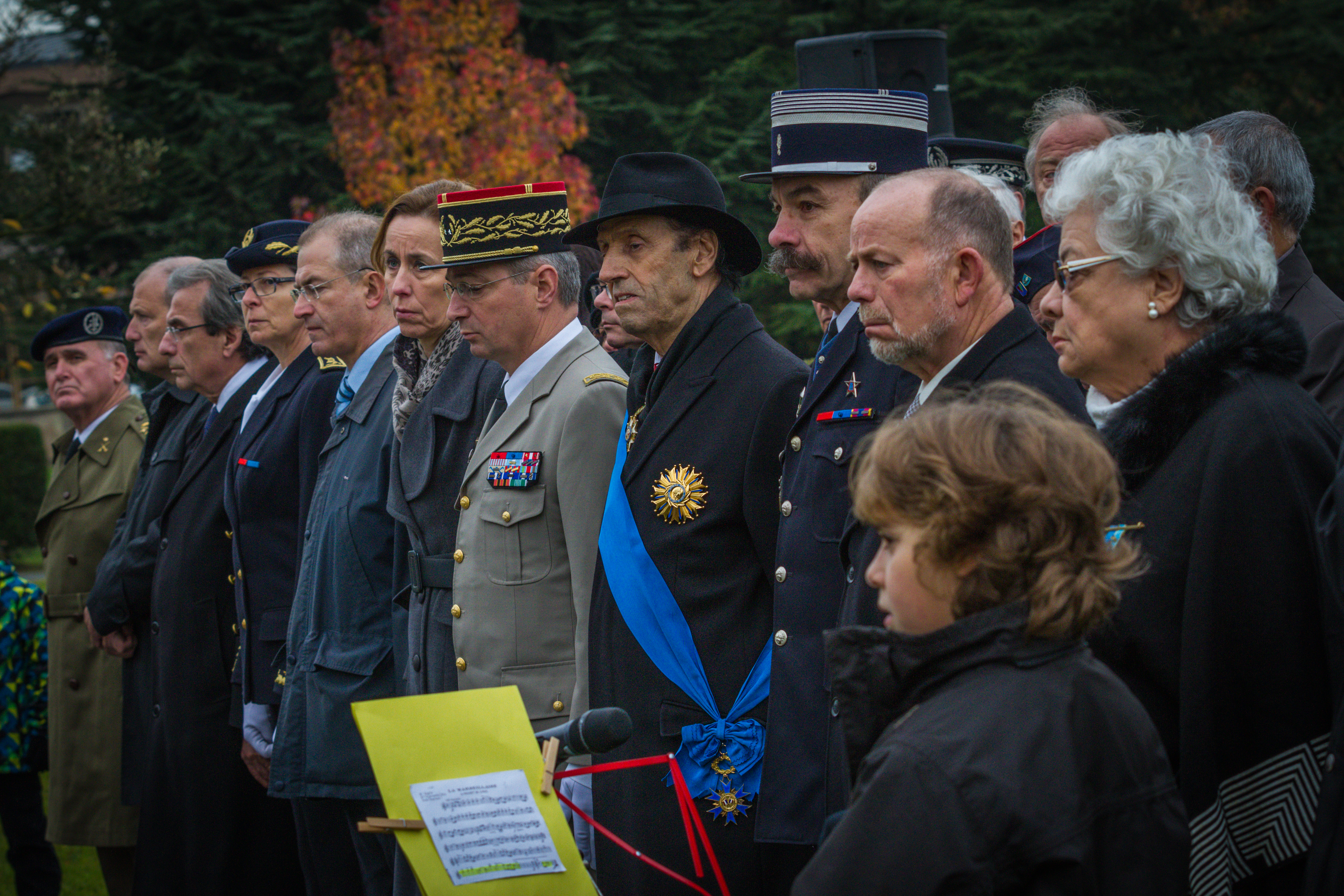
2013年11月1日にストラスブールの国立墓地での追悼式において国家功労勲章グランクロワ正副章とレジオンドヌール勲章コマンドゥール正章を併佩したアジズ・メリアーニ。

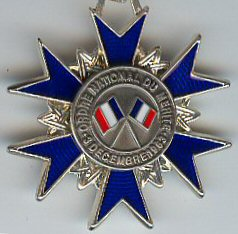
シュヴァリエ正章の裏面

- オフィシエ - ロゼット付きの正章を左胸に佩用する
- コマンドゥール - 正章を喉下に佩用する
- グラントフィシエ - 正章（星章）を右肋部に、副章（オフィシエ正章）を左胸に佩用する
- グランクロワ - 正章（大綬章）を右肩から左脇へ垂れ、副章（星章）を左肋部に佩用する

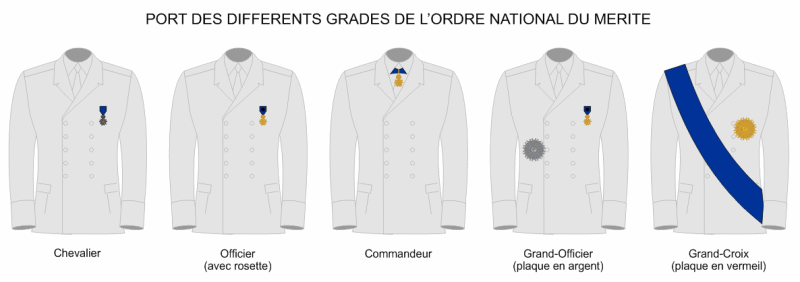
国家功労勲章の等級別着用法。左からシュヴァリエ、オフィシエ、コマンドゥール、グラントフィシエ、グランクロワ。

国家功労勲章のデザインは彫刻家のマックス・レオニャニーが手がけた。
- 勲章の章は、金めっき（シュヴァリエは銀）と青色琺瑯をもって2重の輻射を持つマルタ十字様の六稜星形を表す。輻射の間には月桂樹の葉が入り込んでいる。表面中央の円板にはマリアンヌの横顔をあしらい、République française（フランス共和国）の銘で囲む。裏面中央の円板には交差した一対のフランス国旗を配し、勲章名と制定年月日の刻字で囲む。オークの冠形の鈕により綬（リボン）から下げられる。
- 星章は、グランクロワは金めっきされたものを左肋部に、グラントフィシエは銀のものを右肋部にそれぞれ佩用する。意匠は光線（かつては無地、現在は青色琺瑯）を輻射の間に配した十二稜の日輪の形状である。中央の円板にはマリアンヌの横顔をあしらい、République françaiseの銘と勲章名の刻字で、さらにその周囲を月桂冠で囲む。
- 勲章の綬は濃青色で、これは聖霊勲章（フランス語版）の名残とされる[4]。略綬は、オフィシエ以上の等級には地の中央にロゼットが付き、コマンドゥール、グラントフィシエ、グランクロワのロゼットにはそれぞれ銀、金と銀、金の土台（翼）が備わる。

| シュヴァリエの正章 | オフィシエの正章 | コマンドゥールの正章 | グラントフィシエの正章 | グランクロワの正章と副章 |
| ------------------ | ---------------- | -------------------- | ---------------------- | ------------------------ |
|                    |                  |                      | 初期の意匠             | 副章は現行の意匠         |

| 略綬         | 略綬       | 略綬           | 略綬             | 略綬         |
| ------------ | ---------- | -------------- | ---------------- | ------------ |
| シュヴァリエ | オフィシエ | コマンドゥール | グラントフィシエ | グランクロワ |